# 紀元前771年
紀元前771年（きげんぜん771ねん）は、西暦による年。

## 他の紀年法
- 干支 : 庚午
- 中国
  - 周 - 幽王11年
  - 魯 - 孝公36年
  - 斉 - 荘公贖24年
  - 晋 - 文侯10年
  - 秦 - 襄公7年
  - 楚 - 若敖20年
  - 宋 - 戴公29年
  - 衛 - 武公42年
  - 陳 - 平公7年
  - 蔡 - 釐侯39年
  - 曹 - 恵伯25年
  - 鄭 - 桓公36年
  - 燕 - 頃侯20年
- 朝鮮
  - 檀紀1563年
- ユダヤ暦 : 2990年 - 2991年

## できごと
- 申侯と犬戎が周の都の鎬京を襲い、幽王と伯服は驪山の麓で殺害された（西周滅亡）。申侯は宜臼を周王として擁立した。

## 死去
- 周の幽王
- 伯服（中国語版）
- 鄭の桓公